# 韦斯滕多夫 (奥格斯堡县)
韦斯滕多夫是德国巴伐利亚州的一个市镇。总面积6.32平方公里，总人口1519人，其中男性763人，女性756人（2011年12月31日），人口密度240人/平方公里。